# Niedów
Niedów – wieś w południowo-zachodniej Polsce, położona w województwie dolnośląskim, w powiecie zgorzeleckim, w gminie Zgorzelec.

## Położenie
Niedów to jedna z najmniejszych wsi w regionie, leżąca na Pogórzu Izerskim, na południowo-zachodnim skraju Wysoczyzny Siekierczyńskie, na wysokości około 210–220 m n.p.m. Miejscowość leży nad sztucznym zbiornikiem wodnym Niedów.

## Podział administracyjny
W latach 1975–1998 miejscowość administracyjnie należała do województwa jeleniogórskiego.

## Zabytki
Do wojewódzkiego rejestru zabytków wpisane są:
- kościół fil. pw. Matki Boskiej Anielskiej, zabytkowy z końca XV wieku, 1721 r. Na południowej ścianie kościoła znajdują się epitafia:[5]
  - rycerza von Warnsdorf (zm. 1559)
  - żony rycerza von Warnsdorf
  - rycerza von Penzig (zm. 1560)
  - żony rycerza von Penzig
  - kobiety von Gersdorf
  - Ernsta von Warnsdorf (zm. 1656)[6]
- cmentarz przy kościele, ewangelicki, obecnie rzym.-kat. z XVI w.

Inne zabytki:
- pozostałości grodziska pochodzącego z X-XII wieku (300 m. na wsch.)
- pozostałości grodziska z XII-XIII wieku (300 m. na pd. zach.)[7]